# 번뇌의 다른 이름
번뇌(煩惱)는 그것의 특정한 의미[義] 즉 특정 측면을 부각시켜 말하는 여러 다른 이름들 즉 번뇌의 동의어가 존재한다. 전통적인 용어로, 번뇌의 다른 이름을 번뇌차별(煩惱差別) 또는 번뇌의 차별이라 한다.
번뇌의 다른 이름으로는 대승불교의 유식유가행파의 논서 《유가사지론》 제8권에 따르면 26가지가 있으며,
《대승아비달마집론》 제4권과 《대승아비달마잡집론》 제6권에 따르면 24가지가 있다. 
혜원은《대승의장》 제5권에서 번뇌의 다른 이름으로 11가지를 들고 있다.

## 이름 목록
아래 표는 비교의 편의를 위해 각 문헌에 나타난 순서가 아니라 가나다순으로 나열되어 있다.
|    | 유가사지론     | 집론 · 잡집론  | 대승의장 | 기타 문헌          |
| -- | -------------- | -------------- | -------- | ------------------ |
| 1  | 개(蓋)         | 개(蓋)         |          | 개(蓋)             |
| 2  |                |                |          | 개전(蓋纏)         |
| 3  |                |                |          | 객진(客塵)         |
| 4  |                |                |          | 객진번뇌(客塵煩惱) |
| 5  | 결(結)         | 결(結)         | 결(結)   | 결(結)             |
| 6  |                |                |          | 결사(結使)         |
| 7  | 계(繫)         | 계(繫)         |          | 계(繫)             |
| 8  | 구(垢)         | 구(垢)         | 구(垢)   | 구(垢)             |
| 9  | 구애(拘礙)     | 구애(拘礙)     |          |                    |
| 10 |                |                |          | 구예(垢穢)         |
| 11 | 궤(匱)         | 궤(匱)         |          |                    |
| 12 | 근(根)         |                |          |                    |
| 13 |                |                |          | 노(勞)             |
| 14 | 뇌(惱)         | 뇌(惱)         |          |                    |
| 15 | 누(漏)         | 누(漏)         | 누(漏)   | 누(漏)             |
| 16 |                |                |          | 독(毒)             |
| 17 |                |                |          | 독전(毒箭)         |
| 18 |                |                |          | 두각(頭角)         |
| 19 |                |                |          | 망염(妄染)         |
| 20 | 박(縛)         | 박(縛)         | 박(縛)   | 박(縛)             |
| 21 |                |                |          | 번뇌객진(煩惱客塵) |
| 22 |                |                |          | 번뇌구(煩惱垢)     |
| 23 |                |                |          | 번뇌염법(煩惱染法) |
| 24 |                |                |          | 번뇌잡염(煩惱雜染) |
| 25 |                |                |          | 무명(無明)         |
| 26 |                |                | 사(使)   | 사(使)             |
| 27 | 상해(常害)     |                |          |                    |
| 28 |                |                |          | 생(生)             |
| 29 | 소(燒)         |                |          | 소(燒)             |
| 30 | 소유(所有)     | 소유(所有)     |          |                    |
| 31 |                | 소해(燒害)     |          | 소해(燒害)         |
| 32 |                |                |          | 수(受)             |
| 33 | 수면(隨眠)     | 수면(隨眠)     |          | 수면(隨眠)         |
| 34 | 수번뇌(隨煩惱) | 수번뇌(隨煩惱) |          | 수번뇌(隨煩惱)     |
| 35 | 악행(惡行)     | 악행(惡行)     |          | 악행(惡行)         |
| 36 |                |                |          | 애(愛)             |
| 37 |                |                |          | 애(礙)             |
| 38 |                |                |          | 애염(愛染)         |
| 39 |                |                |          | 애욕(愛欲)         |
| 40 | 액(軛)         | 액(軶)         | 액(枙)   | 액(軛)             |
| 41 |                | 열(熱)         |          |                    |
| 42 |                |                |          | 염(染)             |
| 43 |                |                |          | 염구(染垢)         |
| 44 |                |                |          | 염오(染污)         |
| 45 |                |                |          | 염오무지(染汚無知) |
| 46 |                |                |          | 오(汚)             |
| 47 |                |                | 유(流)   |                    |
| 48 | 유쟁(有諍)     |                |          |                    |
| 49 |                |                |          | 자(子)             |
| 50 |                |                |          | 잡염(雜染)         |
| 51 |                |                | 장(障)   | 장(障)             |
| 52 |                |                |          | 장애(障礙)         |
| 53 |                | 쟁(諍)         |          | 쟁(諍)             |
| 54 | 전(箭)         | 전(箭)         |          |                    |
| 55 | 전(纏)         | 전(纏)         | 전(纏)   | 전(纏)             |
| 56 |                |                |          | 정사(正使)         |
| 57 | 조림(稠林)     | 조림(稠林)     |          |                    |
| 58 | 주올(株杌)     | 주올(柱杌)     |          |                    |
| 59 |                |                |          | 진구(塵垢)         |
| 60 |                |                |          | 진로(塵勞)         |
| 61 | 취(取)         | 취(取)         | 취(取)   | 취(取)             |
| 62 | 치연(熾然)     | 치연(熾然)     |          |                    |
| 63 | 폭류(暴流)     | 폭류(瀑流)     |          | 폭류(暴流 · 瀑流)  |
| 64 |                |                |          | 행(行)             |
| 65 |                |                | 혹(惑)   | 혹(惑)             |
| 66 |                |                |          | 혹구(惑垢)         |
| 67 |                |                |          | 혹잡염(惑雜染)     |
| 68 | 화(火)         |                |          |                    |

## 같이 보기
- 3도: 견도 · 수도 · 무학도
  - 견도: 16심 · 고법지인
  - 무학도: 34심
  - 성문 수행계위: 4향4과 - 10결(= 5하분결 + 5상분결)
  - 보살 수행계위: 52위
- 현관: 4제현관 · 6현관
- 유루와 무루
- 번뇌의 해석
- 번뇌의 다른 이름
  - 개 · 결 · 계 · 구 · 구애 · 궤 · 근 · 뇌 · 누 · 박 · 상해 · 소 · 소유 · 소해 · 수면 · 수번뇌 · 악행 · 액 · 열 · 유쟁 · 쟁 · 전 · 전 · 조림 · 주올 · 취 · 치연 · 폭류 · 화
- 번뇌의 작용
- 번뇌의 분류
  - 3루
  - 4액
  - 4취
  - 4폭류
  - 5부: 견고소단 · 견집소단 · 견멸소단 · 견도소단 · 수도소단 = 견소단 + 수소단
  - 5주지번뇌
  - 견혹 + 수혹 = 견소단 + 수소단 = 미리혹 + 미사혹 = 분별기 + 구생기
  - 근본번뇌 + 수번뇌
  - 번뇌장 + 소지장
- 번뇌 = 근본번뇌 + 수번뇌
  - 근본번뇌 = 수면
    - 3근본번뇌: 탐 · 진 · 치
    - 6수면: 탐 · 진 · 만 · 무명 · 견 · 의
    - 7수면: 욕탐 · 진 · 유탐 · 만 · 무명 · 견 · 의
    - 10수면: 탐 · 진 · 만 · 무명 · 유신견 · 변집견 · 사견 · 견취 · 계금취 · 의
    - 12수면: 욕탐 · 진 · 색탐 · 무색탐 · 만 · 무명 · 유신견 · 변집견 · 사견 · 견취 · 계금취 · 의
    - 98근본번뇌(설일체유부)
      - 견혹 = 견소단 = 미리혹 = 분별기: 설일체유부의 88근본번뇌
      - 수혹 = 수소단 = 미사혹 = 구생기: 설일체유부의 10근본번뇌

    - 128근본번뇌(유식유가행파)
      - 견혹 = 견소단 = 미리혹 = 분별기: 유식유가행파의 112근본번뇌
      - 수혹 = 수소단 = 미사혹 = 구생기: 유식유가행파의 16근본번뇌

  - 수번뇌 = 전
    - 8전 · 10전 · 6번뇌구
    - 19수번뇌(설일체유부)
      - 소번뇌지법의 10가지 모두: 분 · 부 · 간 · 질 · 뇌 · 해 · 한 · 첨 · 광 · 교
      - 대불선지법의 2가지 모두: 무참 · 무괴
      - 대번뇌지법의 6가지 가운데 5가지: 방일 · 해태 · 불신 · 혼침 · 도거
      - 부정지법의 8가지 가운데 2가지: 수면 · 악작

    - 20수번뇌(유식유가행파)
      - 소수번뇌심소의 10가지 모두: 분 · 한 · 부 · 뇌 · 질 · 간 · 광 · 첨 · 해 · 교
      - 중수번뇌심소의 2가지 모두: 무참 · 무괴
      - 대수번뇌심소의 8가지 모두: 도거 · 혼침 · 불신 · 해태 · 방일 · 실념 · 산란 · 부정지
- 번뇌 = 잡염 = 유부무기 + 불선
  - 유부무기
    - 욕계의 번뇌의 일부 · 색계의 번뇌 · 무색계의 번뇌
    - 4근본번뇌(말나식의 4번뇌: 아치 · 아견 · 아만 · 아애)

  - 불선 · 악
    - 욕계의 번뇌의 대다수
    - 불선근
    - 5악 · 10악
- 번뇌 = 108번뇌 = 98수면 + 10전
- 번뇌 = 개: 5개
- 번뇌 = 결: 2결 · 3결 · 4결 · 5결 · 9결 · 10결(= 5하분결 + 5상분결) · 98결 · 108결
- 번뇌 = 구애: 3구애 · 5구애
- 번뇌 = 뇌: 3뇌
- 번뇌 = 누: 3루
- 번뇌 = 박: 3박 · 4박
- 번뇌 = 사: 7사 · 10사 · 98사 · 128사
- 번뇌 = 악행: 3악행
- 번뇌 = 취: 2취 · 4취

## 참고 문헌
- 곽철환 (2003). 《시공 불교사전》. 시공사 / 네이버 지식백과. |title=에 외부 링크가 있음 (도움말)
- 미륵 지음, 현장 한역, 강명희 번역 (K.614, T.1579). 《유가사지론》. 한글대장경 검색시스템 - 전자불전연구소 / 동국역경원. K.570(15-465), T.1579(30-279). |title=에 외부 링크가 있음 (도움말)
- 세친 지음, 현장 한역, 권오민 번역 (K.955, T.1558). 《아비달마구사론》. 한글대장경 검색시스템 - 전자불전연구소 / 동국역경원. K.955(27-453), T.1558(29-1). |title=에 외부 링크가 있음 (도움말)
- 호법 등 지음, 현장 한역, 김묘주 번역 (K.614, T.1585). 《성유식론》. 한글대장경 검색시스템 - 전자불전연구소 / 동국역경원. K.614(17-510), T.1585(31-1). |title=에 외부 링크가 있음 (도움말)
- 세친 지음, 현장 한역, 송성수 번역 (K.618, T.1612). 《대승오온론》. 한글대장경 검색시스템 - 전자불전연구소 / 동국역경원. K.618(17-637), T.1612(31-848). |title=에 외부 링크가 있음 (도움말)
- 운허.  동국역경원 편집, 편집. 《불교 사전》. |title=에 외부 링크가 있음 (도움말)
- (영어) DDB. 《Digital Dictionary of Buddhism (電子佛教辭典)》. Edited by A. Charles Muller. |title=에 외부 링크가 있음 (도움말)
- (중국어) 미륵 조, 현장 한역 (T.1579). 《유가사지론(瑜伽師地論)》. 대정신수대장경. T30, No. 1579. CBETA. |title=에 외부 링크가 있음 (도움말)
- (중국어) 佛門網. 《佛學辭典(불학사전)》. |title=에 외부 링크가 있음 (도움말)
- (중국어) 星雲. 《佛光大辭典(불광대사전)》 3판. |title=에 외부 링크가 있음 (도움말)
- (중국어) 세친 조, 현장 한역 (T.1612). 《대승오온론(大乘五蘊論)》. 대정신수대장경. T31, No. 1612, CBETA. |title=에 외부 링크가 있음 (도움말)
- (중국어) 세친 조, 현장 한역 (T.1558). 《아비달마구사론(阿毘達磨俱舍論)》. 대정신수대장경. T29, No. 1558, CBETA. |title=에 외부 링크가 있음 (도움말)
- (중국어) 호법 등 지음, 현장 한역 (T.1585). 《성유식론(成唯識論)》. 대정신수대장경. T31, No. 1585, CBETA. |title=에 외부 링크가 있음 (도움말)